# Beach Ridge
Beach Ridge est une chaîne de collines occupant l'ouest de l’île de Peleliu dans l'État du même nom aux Palaos.

## Géographie
Elle s'élève à 8 mètres d'altitude et domine White Beach.

## Climat
Le climat est tropical. La température moyenne est de 23 °C. Le mois le plus chaud est janvier avec une moyenne de 24 °C et le mois le plus froid est février avec une moyenne de 22 °C. Le pluviométrie s'élève à 4 356 millimètres par an. Le mois le plus pluvieux est le mois de juin, avec 605 millimètres, et le mois le moins pluvieux est le mois de mars, avec 204 millimètres.

## Sources
- (ceb) Cet article est partiellement ou en totalité issu de l’article de Wikipédia en cebuano intitulé « Beach Ridge (tagaytay sa Palau) » (voir la liste des auteurs).